# Augusto Quintana Prieto
Augusto Quintana Prieto (Audanzas del Valle, 1917-Astorga, 1996) fue un historiador y sacerdote español.

## Biografía
Nació en 1917 en la localidad leonesa de Audanzas del Valle. Falleció en Astorga en 1996, localidad de la que tres años antes había sido nombrado hijo adoptivo.

## Obra
Primer director del Archivo Diocesano de Astorga, fundado en 1972, fue autor, entre otros muchos, de títulos como
- El obispado de Astorga en los siglos IX y X, XI y XII, (3 vols. 1968, 1977 y 1986)[4]

- Tumbo Viejo de San Pedro de Montes (1971),[5]
- La diócesis de Astorga durante el Gran Cisma de Occidente (1973)[6]
- La documentación pontificia de Inocencio IV (1243- 1254) (1987),[7]
- Temas bercianos Los monasterios del Alto Bierzo Tomo I y Los monasterios del Bierzo Bajo” Tomo II. Editorial Bergida de Ponferrada. 1983.